# Panamerikanska spelen 2015
Panamerikanska spelen 2015, officiellt XVII Pan American Games (franska: Jeux panaméricains de 2015 à Toronto) anordnades 10-26 juli 2015 i Toronto, Kanada.

## Sporter
364 tävlingar hölls i 51 grenar fördelat på 36 sporter. Nya sporter på programmet var golf som ersatte baskisk pelota. 
- Badminton
- Baseboll
- Basket
- Beachvolleyboll
- Bordtennis
- Bowling
- Boxning
- Brottning
- Bågskytte
- Cykling
- Friidrott
- Fotboll
- Fäktning
- Golf
- Gymnastik
- Handboll
- Judo
- Kanotsport
- Karate
- Konstsim
- Landhockey
- Modern femkamp
- Racquetball
- Ridsport
- Rodd
- Rullskridskosport
- Segling
- Simhopp
- Simning
- Sjumannarugby
- Skytte
- Softboll
- Squash
- Taekwondo
- Tennis
- Triathlon
- Tyngdlyftning
- Vattenpolo
- Vattenskidåkning
- Volleyboll

## Deltagande
Samtliga 41 medlemmar i PASO (Panamerikanska Sportorganisationen) deltog i spelen.
- Amerikanska Jungfruöarna
- Antigua och Barbuda
- Argentina
- Aruba
- Bahamas
- Barbados
- Belize
- Bermuda
- Bolivia
- Brasilien
- Brittiska Jungfruöarna
- Caymanöarna
- Chile
- Colombia
- Costa Rica
- Dominica
- Dominikanska republiken
- Ecuador
- El Salvador
- Grenada
- Guatemala
- Guyana
- Haiti
- Honduras
- Jamaica
- Kanada
- Kuba
- Mexiko
- Nicaragua
- Panama
- Paraguay
- Peru
- Puerto Rico
- Saint Kitts och Nevis
- Saint Lucia
- Saint Vincent och Grenadinerna
- Surinam
- Trinidad och Tobago
- Uruguay
- USA
- Venezuela